# Фаффа
ਫ਼ [faffaː] (в.-пандж. ਫ਼ੱਫ਼ਾ) — вариант буквы ਫ алфавита гурмукхи (письменность одного из индийских языков -  панджаби), встречается в заимствованиях из арабского, персидского и английского. Обозначает:
- глухой губно-зубной спирант /f/ (в сочетании с символами для обозначения гласных и на конце слова)

Примеры:
ਫ਼ੋਟੋ [foʈo] — фотография
ਤਕਲੀਫ਼ [t̪akliːf] — трудность, затруднение
- сочетание согласного /f/ с кратким гласным /a/ при отсутствии других символов для обозначения гласных

Примеры: